# Gianluca Di Marzio
Gianluca Di Marzio (Castellammare di Stabia, 28 de marzo de 1974) es un periodista deportivo italiano conocido mundialmente. Actualmente trabaja para Sky Sports.
Es hijo del exfutbolista y el exentrenador Gianni Di Marzio.

## Carrera profesional
Durante su niñez estudió en primaria y secundaria en distintas ciudades italianas como Nápoles, Catania, Lecce o Génova, debido a que su padre, Gianni Di Marzio, ejerció como entrenador en distintos equipos de estas ciudades.
Después, decidió estudiar periodismo en la Universidad de Padua. Allí conoció a la que posteriormente se convertiría en su esposa. Allí en Padua comenzó a ejercer como periodista.
En 1994 ejerce por primera vez como periodista en Padovasport, un programa deportivo semanal en la televisión local italiana. También formó parte de un programa llamado Goal Time, en el que tuvo varios invitados. 
Después, pasó 10 años en Telenuovo donde realizaba las noticias deportivas del Padova Calcio. Di Marzio consideró muy importante este aprendizaje en la cadena italiana para su posterior carrera.  También realizaba narraciones deportivas en Telepiú los domingos.
Tras su estancia en Telenuovo, recibe la llamada de Massimo Corcione para formar parte de Sky Sports. Fue entonces cuando se trasladó a Milán. Desde entonces ha formado parte del equipo de la cadena deportiva para la retransmisión de varias Copas del Mundo y de partidos de la Serie A, haciendo gran hincapié en el SSC Napoli, club del que es seguidor.
También, ha tenido gran reconocimiento internacional por su conocimiento en el mundo de los fichajes.